# أ. ك. إم. آدم
أ. ك. إم. آدم (بالإنجليزية: A. K. M. Adam)‏ هو كاهن أنجليكاني أمريكي، ولد في 10 سبتمبر 1957 في بوسطن في الولايات المتحدة.